# Smith & Wesson Model 1905 г.
Модель .38 Smith & Wesson Model Military & Police 1905 года является третьей из моделей Smith & Wesson .38 Hand Ejector.  Более поздние модели этой серии включают .38 Military & Police Victory Model  и S&W Model 10 .  Модель 1905, как и другие модели .38 Hand Ejector, представляет собой шестизарядный револьвер, построенный на раме Smith and Wesson K, с откидным барабаном под патрон .38 Special .  В разное время на протяжении всего производства он предлагался с круглой или квадратной рукояткой; рукоятки из орехового дерева или твердой резины; с кольцом для темляка на прикладе или без него; синяя, никелевая или хромовая (выпускается в очень небольших количествах) отделка; и длина ствола 2, 4, 5, 6 или 6,5 дюймов  . Эта модель имела пятивинтовую раму с четырьмя винтами, удерживающими боковую пластину, и одним винтом в передней части спусковой скобы. 

## Вариации
Четыре незначительных изменения конструкции были внесены во время производственного цикла модели 1905 года, причем два, 1-е и 2-е изменения, перекрываются в производстве. Кроме того, примерно под серийным номером 316648 завод начал термообработку барабанов. 
.38 Military & Police Model 1905 г. - произведено 10 800 штук c. 1905 - 1906 гг.</br> .38 Military & Police Model 1905 г. 1-я и 2-я замена - произведено 73 648 штук c. 1906 - 1909 гг.</br> .38 Military & Police Model 1905 г., 3-я замена - произведено 94 803 ок. 1909 - 1915 гг.</br> .38 Военная и полицейская модель 1905 г., 4-е изменение - произведено 758 296 штук c. 1915 - 1942 гг.

## использованная литература
1. 1 2 3 4  Standard Catalog of Smith & Wesson. — Gun Digest Books, 2006. — P. 139.
2. ↑  Standard Catalog of Smith & Wesson. — Gun Digest Books, 2006. — P. 142.
3. ↑  Standard Catalog of Smith & Wesson. — Gun Digest Books, 2006. — P. 173.
4. ↑  Standard Catalog of Smith & Wesson. — Gun Digest Books, 2006. — P. 139–140.

- Синяя книга ценностей оружия, 29-е изд., Blue Book Publications Inc.
- Картриджи мира, 10-е изд., Krause Publications Inc.
- Руководство для торговцев оружием, 28-е изд., Stoeger Publishing Co.
- Статья «M&P от S&W», журнал Guns & Ammo, Пэйтон Миллер, 23 декабря 2008 г.

## внешние ссылки
- Альфа-каталог 1911: S&W 1905 (варианты, детали и цены продажи в немецких марках (1911 г.)), страница 161, archive.org .